# Aprigliano
Aprigliano – miejscowość i gmina we Włoszech, w regionie Kalabria, w prowincji Cosenza. Według danych z 31 grudnia 2016 gminę zamieszkiwało 2850 osób.